# Maquereu
Maquereu "l'home del ganivet" (en grec antic Μαχαιρεύς) va ser, segons la mitologia grega, un sacerdot de Delfos, fill de Detas.
Va matar Neoptòlem perquè aquest heroi va protestar contra els usos dels sacerdots de l'oracle de Delfos, que es quedaven la carn dels animals sacrificats a Apol·lo.